# Natan Leiv Shakter
Natan Leiv Shakter (ur. 4 kwietnia 1913 w Sadagórze, zm. 30 czerwca 1973 w Durrës) – albański lekarz pochodzenia żydowskiego, ofiara represji komunistycznych.

## Życiorys
Pochodził z rodziny kupców żydowskich z Bukowiny. W czasie I wojny światowej wraz z rodziną przeniósł się do Wiednia, a w 1918 do Rumunii, gdzie ukończył liceum. W latach 1939-1940 studiował medycynę w Bolonii, ale studiów nie ukończył. W 1940 znalazł się na terytorium Jugosławii, gdzie został internowany w Lazarevacu. Po inwazji niemieckiej na Jugosławię przeniósł się do Kosowa i pracował jako kelner w Prisztinie. W 1943 pracował jako lekarz w Zall-Herr koło Tirany. W 1944 został zmobilizowany i służył w 1 Brygadzie Partyzanckiej jako lekarz wojskowy. Po zakończeniu wojny pracował jako lekarz-internista w Burrelu, a następnie w Fushë-Krujë i w Durrës. W 1958 ukończył specjalizację z zakresu dermatologii.
W 1955 poślubił Milę z d. Çorati i w tym samym roku uzyskał obywatelstwo albańskie. Jako osoba obcego pochodzenia był stale inwigilowany przez Sigurimi. 10 stycznia został aresztowany w Durrës i oskarżony o uprawianie wrogiej propagandy antypaństwowej. W toku śledztwa Shaktera oskarżono także o szpiegostwo na rzecz włoskich i sowieckich służb specjalnych. W wyniku tortur doświadczył załamania psychicznego. 30 czerwca 1973 powiesił się w celi aresztu śledczego w Durrës.